# 安多弗 (马萨诸塞州)
安多佛（英語：Andover）（又译“安多福”或“安道夫”）是美国马萨诸塞州埃塞克斯县的一个镇级行政单位，距波士顿三十多英里。该镇位于美国东北部大西洋西岸，创建于1646年。2000年注册人口为31,247人。
该镇境内的菲利普斯学院被公认为美国顶尖的私立高中之一。该学院也被人称作安多佛菲利普斯学院，以与位于新罕布什尔菲利普斯埃克塞特学院区别。

## 历史
1634年，殖民地政府决定开发利用现今埃塞克斯县的一片土地，包括现在的安多佛、北安多佛和南劳伦斯。为了刺激居民前往这一地带，政府保证向搬迁的殖民者提供三年的免税期。1641年，在政府的刺激下，约翰·伍德布里奇和跟随他的殖民者成为安多佛最早的白人居民。
殖民者与当地皮纳库克人的首领罗德签订了土地契约。殖民者以“六磅货币和一件大衣”的价格买下了安多佛一百多平方公里的土地。镇西部的罗德溪，就是为了纪念这位印第安人首领。1646年五月并入殖民地后，为了纪念英格兰的安多佛镇，该殖民点被命名为安多佛镇。1656年，镇上的居民在约翰·奥斯谷德家中召开了第一次有明文记载的镇级会议，为今日的镇行政体制奠下了基础。
1705年到1826年，随着镇内居民从镇中心逐渐南迁，安多佛教会被分为三部分。19世纪后期，北教区宣布独立，成立今日的北安多佛。
1853年，美国第十四任总统富兰克林·皮尔斯乘火车路过安多佛。因列车在运行过程中脱轨，列车翻下壕沟。总统的儿子当场死亡，总统重伤。
安多佛还是汤姆叔叔的小屋的作者，哈里特·伊丽莎白·比彻·斯托，的入葬地。其墓地在菲利普斯学院的校园内。

## 地理

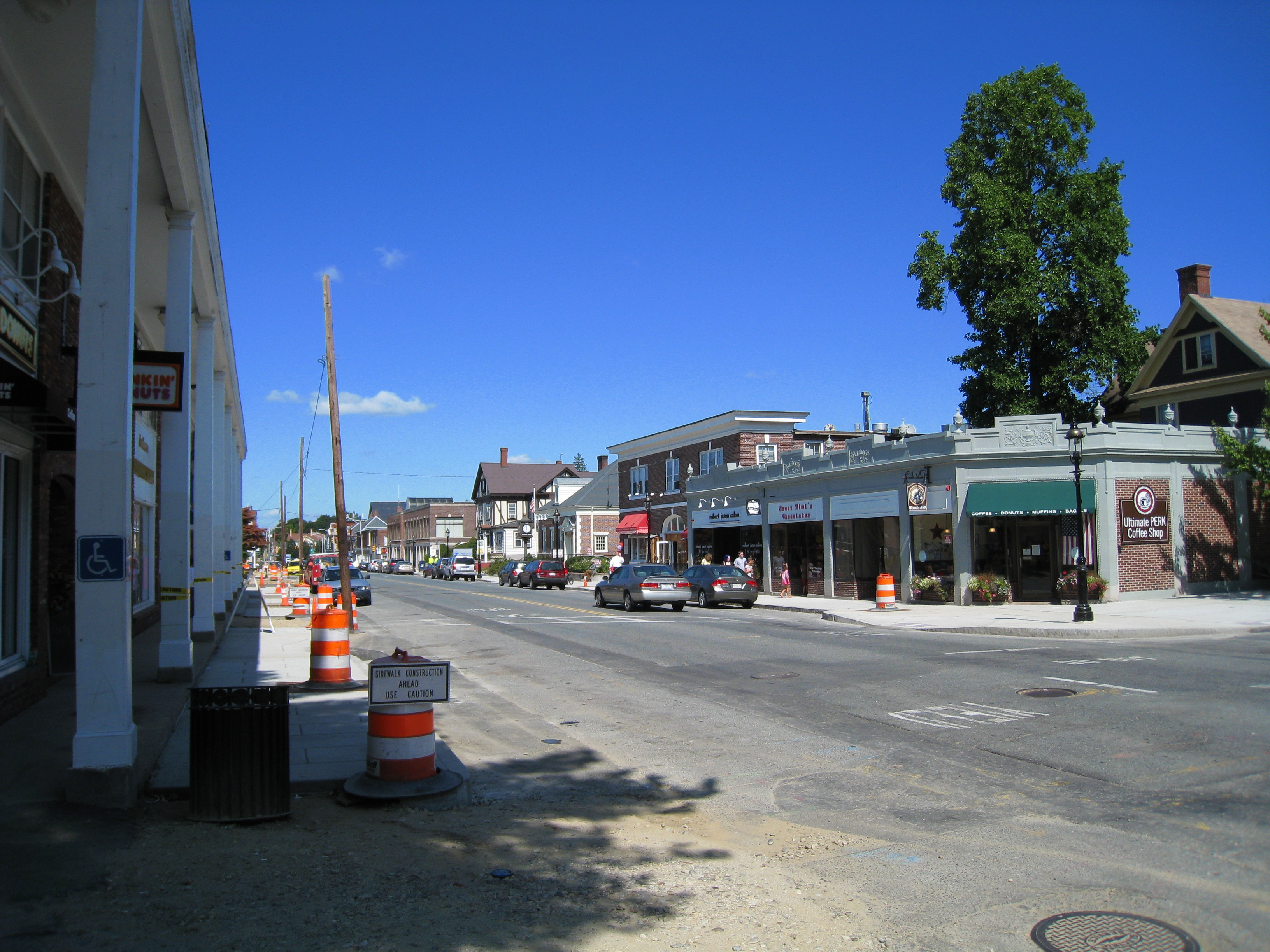
安多佛镇中心

根据美国人口普查局的报告，安多佛总面积83.2平方公里，其中3.49%是湖泊或河流。主要河流是梅里马克河和沙欣河。
安多佛与劳伦斯、北安多佛、北瑞丁、威尔明顿、杜克斯波里、德拉喀特、孟苏恩接壤。德拉喀特和孟苏恩为与马里马科河以北，只有通过州际公路才可到达。93号、495号州际公路，28号、125号和133号国道是镇内的主要公路。黑弗瑞尔至波士顿的铁路穿镇而过。

## 教育
只有知识没有力量是虚弱的，只有力量却没有知识是危险的。

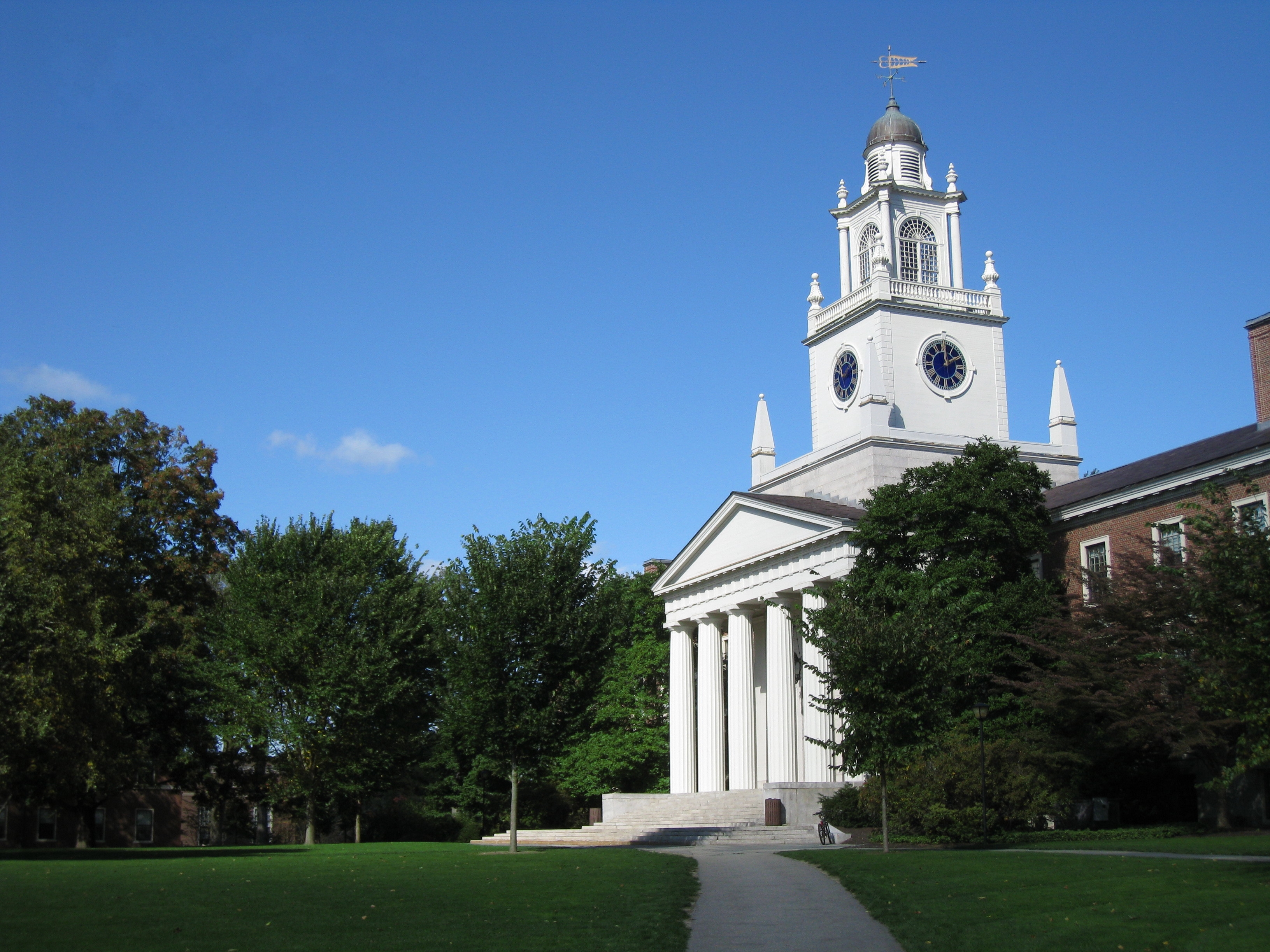
菲利普斯学院

安多佛拥有完整的公立教育体制。公立学校共包括七所小学，三所初中和一所高中。
镇内的菲利普斯学院是安多佛最有名的机构。该校与菲利普斯埃克塞特学院被公认为美国最好的两所私立高中，两校之间的竞争历史已经延续了两百多年。其他私立学校还包括派克中学、圣奥古斯丁学校、大劳伦斯技术学校。

## 著名地点
- 菲利普斯学院，是于1778年建立的私立高中。
- 安多佛村镇发展协会。拥有440万平方米的森林和保留地带。